# José María de Areilza Carvajal
José María de Areilza Carvajal (Madrid, 1966) és un jurista i professor universitari espanyol expert en dret comunitari.
Nascut el 1966 a Madrid, es va llicenciar en dret per la Universitat Complutense de Madrid (UCM). Es va doctorar en dret per la Universitat Harvard amb una tesi dirigida per Joseph Weiler. Va treballar com a assessor de José María Aznar dins del Gabinet de la Presidència del Govern entre 1996 i 2000. El 2012 va ser nomenat secretari general d'Aspen Institute España —entitat afiliada al think tank The Aspen Institute—, en substitució de Juan Pablo García-Berdoy. Degà de la IE Law School fins a abril de 2012, en setembre d'aquest any es va incorporar al claustre de la ESADE Law School, on és titular d'una Càtedra Jean Monnet.

## Obres
- Areilza Carvajal, José María de. Poder y Derecho en la Unión Europea.  Cizur Menor: Civitas/Aranzadi, 2014.[2]